# Čitluk (Mali Zvornik)
Pour les articles homonymes, voir Čitluk.
Čitluk (en serbe cyrillique : Читлук) est un village de Serbie situé dans la municipalité de Mali Zvornik, district de Mačva. Au recensement de 2011, il comptait 181 habitants.

## Géographie
Čitluk est situé sur la rive droite de la Drina, à la hauteur du lac de Zvornik et à l'embouche de la rivière Trešnjica. Administrativement, le hameau de Bušnica lui est rattaché. Comme celui du village voisin de Sakar, son territoire est principalement constitué de terres arables. 

## Démographie
| 1948 | 1953 | 1961 | 1971 | 1981 | 1991 | 2002 | 2011 |
| ---- | ---- | ---- | ---- | ---- | ---- | ---- | ---- |
| 371  | 412  | 370  | 333  | 285  | 277  | 238  | 181  |

|  |